# ブランコ・エンカラダ (装甲艦)

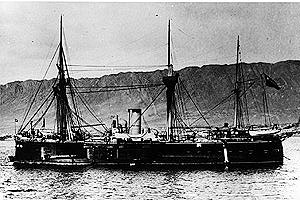
バルパライソ改めブランコ・エンカラダ

ブランコ・エンカラダ (Blanco Encalada) はチリ海軍の装甲艦。アルミランテ・コクレーン級。艦名は最初は「バルパライソ (Valparaíso)」であったが、Blanco Encalada提督の死去に伴い「ブランコ・エンカラダ」と改名された。太平洋戦争や1891年の内戦に参加し、内戦中に撃沈された。

## 艦歴
イギリスのEarle's Shipbuildingで建造。1875年進水。1876年1月24日、バルパライソに到着。

### 太平洋戦争
1879年2月14日、Williams Rebolledo率いる「アルミランテ・コクレーン」、「ブランコ・エンカラダ」、「O'Higgins」はアントファガスタに兵を上陸させ、同地を占領した。続いて「ブランコ・エンカラダ」はTocopillaとCobijaの占領に向かい、両地とも占領された。
4月3日、「ブランコ・エンカラダ」、「アルミランテ・コクレーン」などはアントファガスタより出航。4月5日にイキケに着くと、そこの封鎖を行うことを通告した。4月15日にWilliams Rebolledoは「ブランコ・エンカラダ」、「チャカブコ」、「O'Higgins」を率いて南へ向かい、Pabellón de PicaとHuanillosを攻撃。4月18日には「ブランコ・エンカラダ」、「チャカブコ」はPisaguaを砲撃した。
5月16日（15日とも）、Williams Rebolledoは「ブランコ・エンカラダ」、「アルミランテ・コクレーン」などを率い、イキケからカヤオ攻撃に向かう。しかしイキケに着いたときそこには目標とするペルーの装甲艦2隻はおらず、チリ側は攻撃をせずに引き返した。チリ海軍主力がイキケを離れていたこの間にイキケの海戦が起こっている。
6月3日、「ブランコ・エンカラダ」と「マガジャネス」はペルー装甲艦「ワスカル」と遭遇し、長時間にわたる追跡を行ったが結局逃げられた。
6月後半には「ブランコ・エンカラダ」はアントファガスタへ送られ、そこの防衛にあたっている。
7月6日、ペルー砲艦「ピルコマヨ」がTocopillaを攻撃。そこに「ブランコ・エンカラダ」と「チャカブコ」は現れ、いったんは「ピルコマヨ」を追跡するも結局断念した。
7月16日から「ブランコ・エンカラダ」は再びイキケの封鎖にあたる。同日、イキケを封鎖していたチリ艦艇はペルー側から水雷攻撃を受けた、もしくはそのような攻撃が行われようとしているとして町を砲撃した。
8月6日、「ブランコ・エンカラダ」と「Itata」はTantal沖で「ワスカル」と遭遇し追跡したが逃げられた。
10月2日、「ワスカル」がアリカにあるとの情報により「ブランコ・エンカラダ」、「アルミランテ・コクレーン」以下のチリ艦隊はアントファガスタより出撃し、アリカへ向かった。しかしアリカに到着したときそこには「ワスカル」はおらず、「ワスカル」は「Unión」とともに南へ向かったとの情報を得るとチリ艦隊は2隊に分かれて南下。10月8日に「ワスカル」と交戦して撃破し、鹵獲した（アンガモスの海戦）。
11月17日、「ブランコ・エンカラダ」はMollendo付近でペルーの「ピルコマヨ」、「Unión」、「Chalaco」と遭遇。「ピルコマヨ」を追跡の後、鹵獲した。
12月、パナマからのペルー輸送船を捕捉すべく「ブランコ・エンカラダ」と「Loa」、「Amazonas」は北方へ向かったが、「Amazonas」がペルー水雷艇「Alay」を捕えたのがこの時の唯一の成果であった。
1880年2月下旬、他艦とともにIlo付近へ上陸する部隊を乗せた船団を護衛。続いて「ブランコ・エンカラダ」はMollendo占領に向かう船団を護衛した。Mollendoは3月9日に占領されたが、ペルー軍が反撃してくるとの情報により3月11日にチリ軍は撤収した。
3月16日から17日の夜にペルーのコルベット「Unión」が封鎖を抜けてアリカに到着すると、「ブランコ・エンカラダ」も加わってチリ側は攻撃を行ったが、「Unión」には逃げられた。
4月22日と5月10日、カヤオ砲撃に参加。9月22日、「ブランコ・エンカラダ」はAncónを砲撃した。12月、アリカを出発した船団を他艦と共に護衛。同船団は22日にChilca近くのCurayaco湾に着き、兵士を上陸させた。
1881年1月、チリ軍はリマに迫る。1月13日にペルーの第1防衛線に対する攻撃が開始され、「ブランコ・エンカラダ」は他艦と共に攻撃を支援。15日に開始された第2防衛線に対する攻撃でも支援を行った。1月16日、リマは降伏した。

### 内戦
1891年1月に始まった内戦では議会派が海軍を掌握しており、「ブランコ・エンカラダ」もそちら側に属す。1月6日時点で「ブランコ・エンカラダ」は「エスメラルダ」、「O'Higgins」、「マガジャネス」とともに就役状態でバルパライソ湾にあった。1月7日、Waldo Silvaら議会派の指導者が「ブランコ・エンカラダ」に乗り込んだ。まず、「ブランコ・エンカラダ」などはCompañía Sud Americana de Vaporesの汽船を接収した。そのうちの一隻、「Amazonas」は「アルミランテ・コクレーン」に捕まるも逃走したが、「ブランコ・エンカラダ」によって改めて確保された。1月9日、岸から逃げ出そうとしたボートが発砲されると、「ブランコ・エンカラダ」と「O'Higgins」は機関銃による攻撃を行った。その後他艦はバルパライソを離れたが、「ブランコ・エンカラダ」はバルパライソに残っていた。1月16日、3か所の要塞が各1発ずつ発砲し、うち2発が「ブランコ・エンカラダ」に命中。8インチ砲1門が使用不能となり、9名が死亡した。1発は艦長室を通過してそこで寝ていたWaldo Silva|の頭の下の枕を持ち去ったが、彼は無傷であったという。同日夜、「ブランコ・エンカラダ」はバルパライソを離れた。
2月14日、イキケで要塞の一つに大口径砲が据え付けられようとしているのに気づくと「ブランコ・エンカラダ」は砲撃を行ってその作業を止めた。政府側の軍がイキケを離れると、2月16日に議会派側はイキケを占領。政府軍は1月19日にイキケに戻ってきて戦闘となり、「ブランコ・エンカラダ」は砲撃を実施した。同日中に一時休戦が成立し、その後政府軍側は武器の引き渡しに同意した。
4月23日、Caldera湾に停泊していた「ブランコ・エンカラダ」を水雷砲艦「アルミランテ・リンチ」と「アルミランテ・コンデル」が攻撃。「アルミランテ・コンデル」の発射した魚雷は3本とも外れたが、「アルミランテ・リンチ」の発射した魚雷2本のうちの1本が命中し、「ブランコ・エンカラダ」は沈没した。乗員182名と幾人かの民間人が死亡した。「ブランコ・エンカラダ」の残骸は橋の建設のため、1954年に爆破された。